# Prieuré de la Ramée
Pour les articles homonymes, voir Ramée.
Le Prieuré de la Ramée, dit de Saint-Thomas-de-Cantorbéry, date du XIIIe siècle. Il est construit par des moines de l'abbaye Notre-Dame d'Évron, à La Chapelle-Rainsouin en  Mayenne. Il dépendait de l'abbaye d'Évron. Désormais, bâtiment de ferme, il contient des vestiges de peintures murales de la fin du XIIIe siècle, et est exclusivement à vocation agricole depuis le XVIIIe siècle. Il est situé à 2 kilomètres au Sud du bourg de La Chapelle-Rainsouin. Ce prieuré est particulièrement représentatif des prieurés ruraux, par sa fondation et son organisation comme par ses fonctions.

## Désignation
- Capella de Rameia…, In Rameia duæ medietariæ…, Omnia quæ in Rameia contuli, 1211 (Cartulaire de l'abbaye d'Évron).
- Capella de la Ramée, XIIIe siècle (Cartulaire de l'abbaye de la Couture, p. 222).
- Iter de Montesecuro ad locum de la Ramée, 1457 (Titres de la fabrique de La Chapelle-Rainsouin).
- Le chemin de Sainte-Suzanne à la Ramée, 1523 (Cabinet de Louis-Julien Morin de la Beauluère).
- La chastellenie de la Ramée, 1458 (Cabinet de Louis-Julien Morin de la Beauluère).
- Prieuré, étang, moulin de la Ramée (Hubert Jaillot, Carte de Cassini).

## Histoire
L'acte de fondation du prieuré date de 1211. Il semble indiquer que la Ramée formait un petit pays, ou du moins un territoire étendu de défrichement où il pouvait y avoir plusieurs métairies, des bois, des étangs, etc. Il provient d'un cartulaire factice de l’abbaye d’Évron copié par dom Ignace Chevalier, un mauriste du XVIIe siècle, un acte se distingue par son caractère détaillé et même le seul fait de son existence. Le prieuré est une fondation seigneuriale.
Jean II d'Alençon, comte d'Alençon, fait prisonnier à la Bataille de Verneuil, mit en vente une partie de ses terres du Maine, y compris la Ramée. Ses mandataires cédèrent la châtellenie à Jean de la Chapelle-Rainsouin, à condition de la relever de Sainte-Suzanne et en exceptant l'étang, le moulin, les mouteaux et pêcheries, les féages de Bray. L'acte est du 30 août 1427. Les seigneurs de la Chapelle-Rainsouin se gardèrent bien d'aliéner dans la suite cette châtellenie dont ils étaient précédemment les vassaux.
Féodalement, c'était une châtellenie mouvante de la Baronnie de Sainte-Suzanne, sur laquelle pourtant, en 1450, « depuis que la terre estoit hors de la subjection et jouissance des Anglois » l'évêque du Mans réclamait par sa baronnie de Touvoie une suzeraineté qui ne lui était reconnue que pour les féages de Roullais.
Sa juridiction et ses droits étaient considérables, s'étendant sur la Chapelle-Rainsouin, Nuillé-sur-Ouette, Saint-Léger, Saint-Georges-le-Fléchard et même Saint-Ouen-des-Vallons pour la prévôté de la Saint-Barthélemy. Le domaine comprenait un superbe étang de 150 hectares, alimenté par l'Ouette et desséché seulement en 1825, à la limite des communes de la Chapelle-Rainsouin, Nuillé-sur-Ouette, Soulgé-sur-Ouette. Une île en émergeait. C'est au bord de cet étang que se déroule en 1794 le Combat de la Ramée.

## Prieuré
Le prieuré, dédié à Thomas Becket, fondé par Payen de Vaiges en 1211 pour deux moines de l'abbaye Notre-Dame d'Évron.
On mentionne encore en 1574 « la chapelle et le manoir y adjacent », mais en fait, le prieuré n'était plus desservi déjà depuis longtemps que par un chapelain chargé d'acquitter trois messes par semaine. Au logis du prieuré, dans une chambre, il y a une vaste cheminée avec écu chargé d'une fleur de lis au linteau, XVe siècle.
Le prieuré fut vendu nationalement, le 9 avril 1791, pour 36 971 ₶.

## Chapelle
La chapelle, servant à la fin du XIXe siècle de grange, s'élève sur le roc vif, longue de 15 mètres, ayant sa porte en plein cintre encadrée dans une arcature en arc brisé, contreforts à la façade et une fenêtre romane au Nord. 
La chapelle du prieuré était peinte à fresque. On peut en voir d'intéressants vestiges. Un chœur en rond-point, ajouté au chevet du levant au XVIIIe siècle, renfermait au-dessus d'un autel les statues de la Vierge-Mère, des Trois-Maries, de saint Fort, de saint Thomas, de saint François d'Assise.

## Galerie

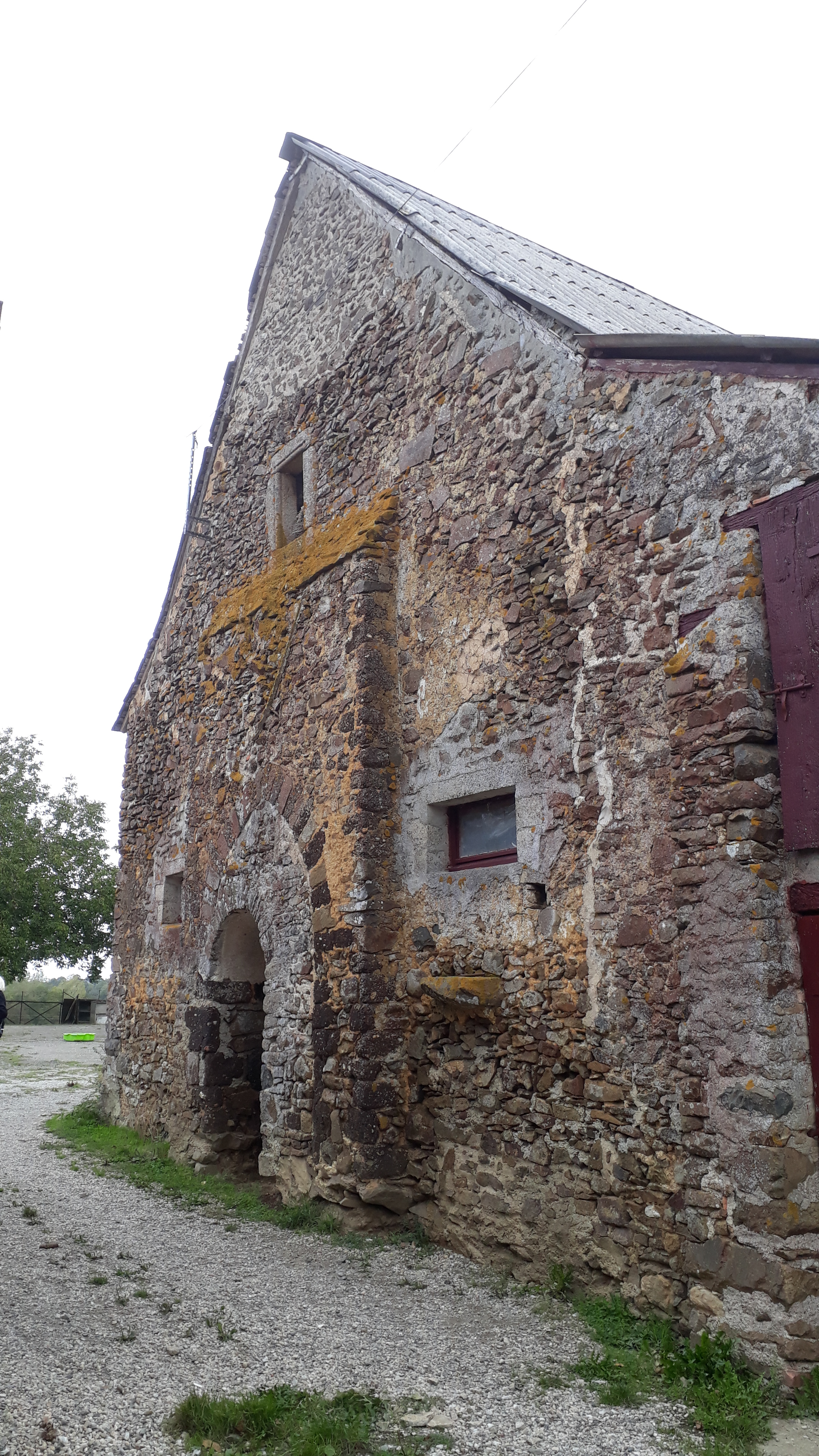
Entrée de l'ancienne chapelle du prieuré.
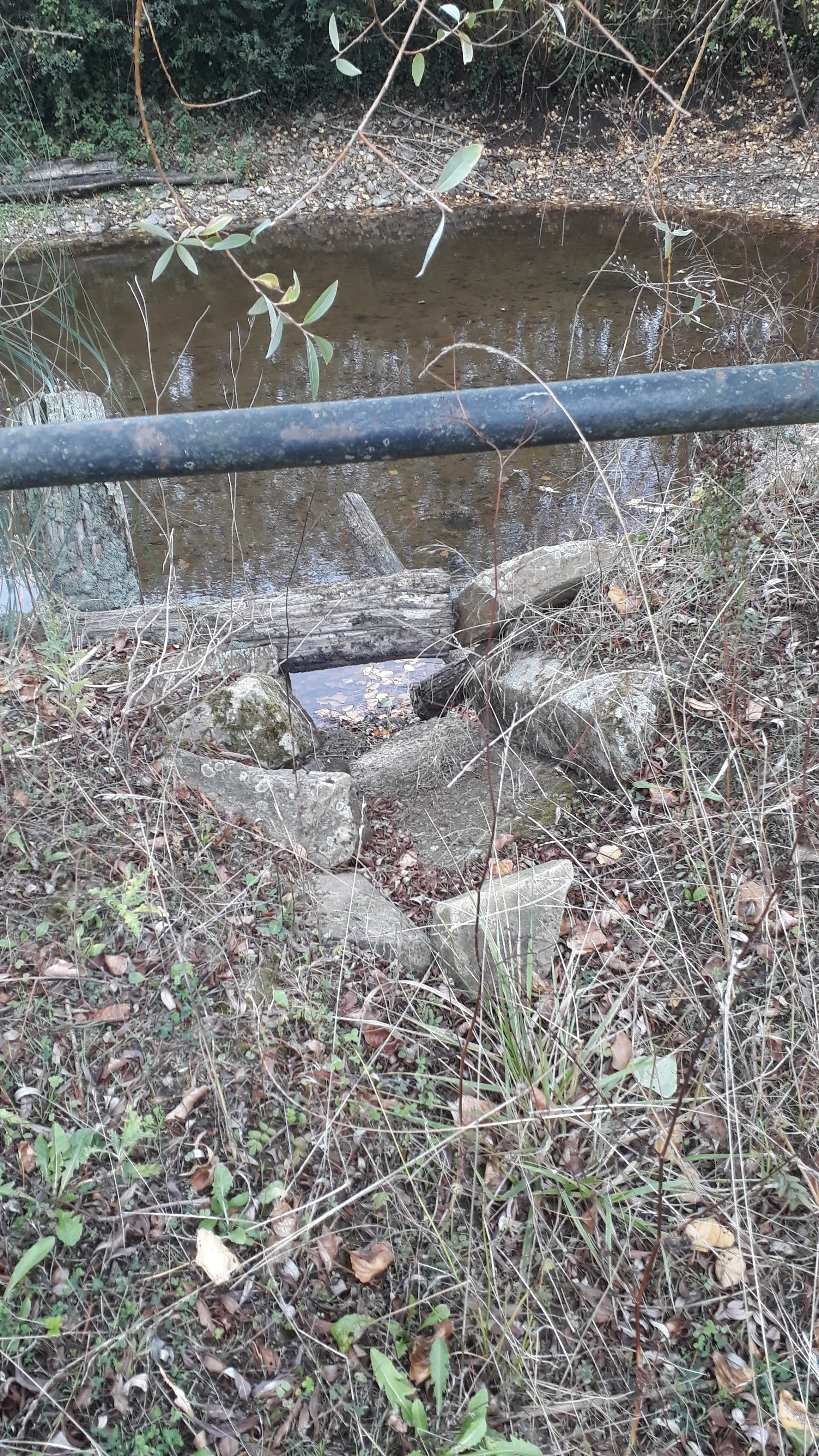
Ancien vivier du prieuré.

## Sources partielles
- « Ramée (la) », dans Alphonse-Victor Angot et Ferdinand Gaugain, Dictionnaire historique, topographique et biographique de la Mayenne, Laval, A. Goupil, 1900-1910 [détail des éditions] (BNF 34106789, présentation en ligne)
- « Prieuré-de-la-Ramée (le) », dans Alphonse-Victor Angot et Ferdinand Gaugain, Dictionnaire historique, topographique et biographique de la Mayenne, Laval, A. Goupil, 1900-1910 [détail des éditions] (BNF 34106789, présentation en ligne)
- Jean-René Ladurée, « Le prieuré de la Ramée dépendant de l’abbaye d’Évron : un prieuré rural exemplaire », Annales de Bretagne et des Pays de l’Ouest, vol. 113, no 3,‎ 30 octobre 2006, p. 61-72 (ISSN 0399-0826, DOI 10.4000/abpo.777, lire en ligne).